# What Happened to Monday
|  | Per a altres significats, vegeu «Set Germanes». |

What Happened to Monday (conegut també com a 7 Sisters o Seven Sisters) és una pel·lícula de suspens i ciència-ficció distòpica, escrita per Max Botkin i Kerry Williamson, dirigida per Tommy Wirkola i protagonitzada per Noomi Rapace, Glenn Close i Willem Dafoe. Netflix va comprar els drets de transmissió de la pel·lícula als Estats Units i altres mercats. Finalment va ser estrenada el 18 d'agost de 2017 en la seva plataforma de temps real. Ha estat subtitulada al català.

## Trama
Al voltant de l'any 2043, la superpoblació origina una crisi a nivell mundial que dona com a resultat l'aplicació d'una estricta política del fill únic regulada per la Llei d'Assignació Filial. Quan diversos nens neixen d'una mateixa mare, tots menys el primogènit introduïts en càpsules de criogenització. Karen Settman mor quan dona a llum a set germanes idèntiques. El seu avi Terrence posa per nom a cadascuna el d'un dia de la setmana i els ensenya a passar com una sola persona valent-se del nom de la seva mare, i a sortir de casa únicament el dia del seu nom. Per salvaguardar el seu secret, Terrence s'assegura que comparteixin informació sobre una base diària, i qualsevol accident que li passés a una li passaria a totes.
Trenta anys després, en el 2073, Diumenge torna a casa d'església quan vés com agents de C.A.B. detenen a una nena que havia estat concebuda il·legalment. Les germanes en veure l'acte gravat debaten sobre lliurar-se elles mateixes, d'acord amb la llei. L'endemà Dilluns prepara la seva disfressa de Karen, nerviosa per la presentació que donarà en el seu treball. En el punt de control (en anglès "checkpoint") Dilluns es troba amb Adrian Knowles, un agent de la C.A.B. que coqueteja amb ella. Al banc, Jerry, un dels companys de treball de Dilluns (Karen) l'amenaça amb xantatge a causa que el competeix amb ella per un ascens.
Quan Dilluns és incapaç de tornar a casa, Dimarts segueix els seus passos. Dimarts aprèn que dilluns va aconseguir l'ascens i també que va anar amb Jerry a un bar. Abans que pot investigar més a fons, agents de la C.A.B. la detenen i tallen les seves comunicacions. Adrian veu a Dimarts sent escortada a una cel·la on coneix a Nicolette Cayman, cap de l'oficina i candidata al Parlament. Cayman li explica que està al corrent de l'existència de les germanes de Dimarts i quan aquesta li ofereix un suborn, Cayman revela que Dilluns li va oferir el mateix tracte. I Cayman ordena als agents de la C.A.B. matar a les germanes de Dimarts.
Els agents utilitzen l'ull tallat de Dimarts per passar l'escànner de retina. Les germanes maten als agents, però Diumenge mor. Aprenen que l'ull és de Dimarts, les germanes sospiten que Jerry pot haver estat el culpable. L'endemà, Dimecres es va sense disfressar-se i s'enfronta a Jerry. Ell revela que les germanes van aconseguir la promoció quan "Karen" va enviar milions d'euros a Cayman per finançar la seva campanya. Després que el mati un franctirador de la C.A.B., Dimecres mata a diversos agents i fugen.
Les altres germanes guien remotament a Dimecres a un lloc segur, Adrian apareix en el departament, preocupat per "Karen". Dijous convenç a Dissabte para surti amb Adrian, que ha tingut una relació sexual a llarg termini amb una de les germanes. Pretenent ser Karen, Dissabte té relacions sexuals amb Adrian i vincula secretament les seves polseres, permetent així a Divendres piratejar a la seu de la C.A.B. En un vídeo de les càmeres de seguretat, pel que sembla troben a Dilluns en una cel·la. Mentrestant, agents de la C.A.B. escairen i maten a Dimecres. Després que Adrian abandoni el seu apartament, els agents de la C.A.B. maten a Dissabte quan ella els diu que Dilluns sortia amb Adrian. Raonant que ella no pot sobreviure sola, Divendres se sacrifica a si mateixa per donar a Dijous una oportunitat per rescatar a Dilluns quan agents de la C.A.B. estan per entrar a l'apartament de les germanes.
Adrian escolta sobre l'incident i corre fins a l'apartament. Dijous li pren a com a ostatge i ho culpa per les morts de les seves germanes. Al principi sembla confós però afirma que el mestressa molt a Dilluns abans d'adonar-se que són germans. Dijous convenç a Adrian dient-li que Dilluns encara està viva. Adrian es cola amb Dijous en una bossa de plàstic a la seu de la C.A.B. Mentre es preparava per a la seva eliminació, una nena anava a ser criogenitzada però en lloc de ser congelada, és incinerada, la qual cosa grava Dijous. Després de dominar als guàrdies, Adrian i Dijous rescaten a Dilluns. Però quan van arribar a la seva cel·la, s'adonen que és Dimarts. Dedueixen que Dilluns les va vendre a totes a Cayman.
Dijous li dispara a Dilluns i deixa que es dessagni. Com Cayman fa un esdeveniment per recaptar fons, Dimarts i Adrian transmeten enrere d'ella el vídeo que dijous va gravar. La multitud fa que Cayman tingui un desmai, reaccionant uns segons després, que insisteix que solament va fer el que era necessari. Dilluns es trontolla en la recaptació de fons, però un agent de la C.A.B. li dispara abans que ella pot matar a Cayman. Com la multitud fuig, abans de morir Dilluns revela als altres que ella estava embarassada. Després, queda derogada la Llei d'Assignació Filial i Cayman s'enfronta a la pena de mort. Dijous, Adrian i Dimarts observen als bessons de Dilluns, els quals es desenvolupen en un úter artificial. Dimarts i Dijous es canvien el nom elles mateixes per Terry i Karen, respectivament.

## Repartiment
- Noomi Rapace[5] com a Dilluns, Dimarts, Dimecres, Dijous, Divendres, Dissabte i Diumenge/ Karen Settman
  - Clara Read com a jove Dilluns, Dimarts, Dimecres, Dijous, Divendres, Dissabte i Diumenge / Karen Settman de jove
- Willem Dafoe com a Terrence Settman
- Glenn Close com a Nicolette Cayman
- Marwan Kenzari com a Adrian Knowles
- Pål Sverre Hagen com a Jerry
- Tomiwa Edun com a Eddie
- Stig Frode Henriksen com a Enforcer #3
- Santiago Cabrera com a Processador Infomercial
- Robert Wagner com a Charles Benning
- Vlad Rădescu com a TBA

## Llançament
What Happened to Monday? es va estrenar en el Festival de Locarno 2017.

## Recepció
En el lloc web Rotten Tomatoes, la pel·lícula té un percentatge d'aprovació del 61% basat en 18 crítiques; amb una mitjana de 5.8/10. Jessica Kiang, de Variety, la va qualificar de «una scifi d'acció, ridícula, violenta i divertidament muda». Kiang va dir que, encara que la trama està plena de forats i que els personatges de Rapace no estan gaire ben definits, és probable que acabi convertint-se en una pel·lícula de culte. El guió original de Max Botkin figurava en la llista negra de 2010 dels millors guions no produïts a Hollywood.